# Solomon ibn Gabirol
Solomon ibn Gabirol (în ebraică, שלמה בן יהודה אבן גבירול, Shelomo ben Yehouda ibn Gabirol; în arabă, أبو أيوب سليمان بن يحيى بن جبيرول, Abou Ayyoūb Souleiman ibn Yahya ibn Jabirūl; în latină Avicebron, formă derivată de la Ibn Gabirol) (1021 - 1058) a fost poet, filozof, teolog evreu.

## Biografie
Nu se cunosc prea multe amănunte despre viața lui Gabirol. S-a născut la Málaga. Rămas orfan de mic copil, la 17 ani devine prietenul și protejatul lui Yekutiel ben Itzhak ibn Hassan, ministru evreu al regelui Zaragozei, Ahmad ben Suleyman al-Muqtadir. Moartea lui Yekutiel Hassan, asasinat din motive politice, reprezintă pentru Ibn Gabirol o sursă de inspirație poetică, având drept rezultat o elegie de peste 200 de versuri. Și moartea rabinului Hai ben Sherira (Hai Gaon) prilejuiește un poem similar.

## Neoplatonismul
Gabirol a fost unul dintre promotorii neoplatonismului în Europa. Rolul său poate fi comparat cu cel al filozofului evreu alexandrin Philon. Dacă Philon a fost un intermediar între filozofia elenistică și lumea orientală, Gabirol, un mileniu mai târziu, redă valențe occidentale filozofiei greco-arabe pentru a o transmite Europei.

## Fons Vitæ
În lucrarea Fons Vitæ ("Izvorul de viață") (în ebraică מקור חיים, Meqor Hayyim), Gabirol își prezintă o parte din sistemul său filozofic. Fons Vitæ este formată din cinci părți:
- materia și forma în general și legătura dintre acestea și corpurile fizice ("substantiæ corporeæ sive compositæ");

- substanțele care stau la baza corporalității lumii ("de substantia quæ sustinet corporeitatem mundi");

- dovada existenței acelor "substantiæ simplices", adică a legăturii dintre divinitate și lumea fizică;

- materia universală și forma universală;

Doctrinele exprimate în Fons Vitæ pot fi rezumate în:
- Toate creaturile sunt constituite din formă și materie;

- Lumea spirituală face legătura dintre lumea fizică și divinitate;

- Materia și forma sunt oricând și oriunde în relație de "sustinens" și "sustentatum", "propriatum" și "proprietas", substrat și proprietate sau atribut.

Fons Vitæ a fost tradusă din arabă în latină, cam pe la jumătatea secolului al XII-lea, de către filozoful scolastic spaniol Dominicus Gundissalinus.

## Reconcilierea dintre neoplatonism și teologia ebraică
Unii specialiști, mai ales rabini și filozofi precum Julius Guttmann (1880 - 1950), susțin că Ibn Gabirol a integrat neoplatonismul în cadrul teologiei ebraice.
Într-adevăr, în doctrinele marelui filozof evreu există influențe ale monoteismului iudaic, mai ales în ceea ce privește conceptul de "materia universalis."
Spre deosebire de contemporanul său, Bahya ibn Paquda care a evoluat spre misticism, Ibn Gabirol se străduiește să-și mențină sistemul filozofic departe de orice imixtiune religioasă. În Fons Vitæ nu este citat niciun verset din Biblie sau din scrierile marilor rabini. Tocmai datorită acestui motiv, scrierile lui Gabirol au exercitat asupra posterității o influență mai redusă, fiind considerat de scolastici nu ca evreu, ci mai degrabă ca un creștin sau islamic. Datorită acestei suspiciuni de erezie, curentul neoplatonist, pe care Ibn Gabirol (Avicebron) îl susține, este spulberat de valul de aristotelianism care își va face simțită prezența și în secolele următoare în lumea orientală, și mai ales în Europa.

## Etică
În domeniul eticii, Avicebron a scris lucrarea Îmbunătățiea (corectarea) calităților morale (în ebraică, "Tikkun Middot HaNefesh" " תיקון מידות הנפש ). Și aici, principiile etice sunt prezentate fără a se face vreo referire la dogmele religioase.

## Poetul
Dacă Ibn Gabirol este puțin cunoscut ca filozof de către comunitatea evreiască, poeziile sale se bucură de mai multă popularitate. Cel mai cunoscut poem al său este Keter Malkut ("Coroana regală"), un adevărat tratat filozofic, un fel de replică lirică a lui "Fons Vitæ".
De asemenea lui Ibn Gabirol i se atribuie unul dintre cele mai cunoscute poezii liturgice de tip piyyut פיוט  și anume Adon Olam ("Stăpânul lumii").